# Bandeira da Tailândia
A atual Bandeira da Tailândia foi adotada em 28 de setembro de 1917 como uma modificação da bandeira anterior de 1916 apenas trocando a cor da faixa central de vermelho para azul. Esta modificação foi realizada como solidariedade aos países aliados na Primeira Guerra Mundial que foram: Estados Unidos, Reino Unido, França e Rússia sendo a bandeira de todos esses países Azul, Branca e vermelha.
A bandeira é geralmente chamada de Thong Trairong(ธงไตรรงค์) que, em tailandês significa bandeira tricolor. A simbologia das cores é: O sangue derramado pelo país (vermelho), a pureza de seu povo protegido por sua religião (Branco) e a monarquia (Azul)

Bandeira da Tailândia de 1916 até 1917

Bandeira da Tailândia de 1855 até 1916

Bandeira da Tailândia de 1817 até 1855

Bandeira da Tailândia de 1782 até 1817

Bandeira da Tailândia no Período Ayutthaya, de 1817 até 1917

Bandeira atual da Tailândia, desde 1917

## Descrição
A Bandeira tem como cor predominante o azul marinho localizado na faixa horizontal central da bandeira. Ao redor da faixa azul, há duas faixas brancas horizontais levemente acinzentadas duas vezes menor que a faixa central, ocupando um sexto da bandeira. Na parte superior, há uma faixa vermelha escurecida do mesmo tamanho da faixa branca. O mesmo acontece na parte inferior.

Esquema de construção

Flag of Thailand (construction sheet).svg